# Ринда (зброєносець)

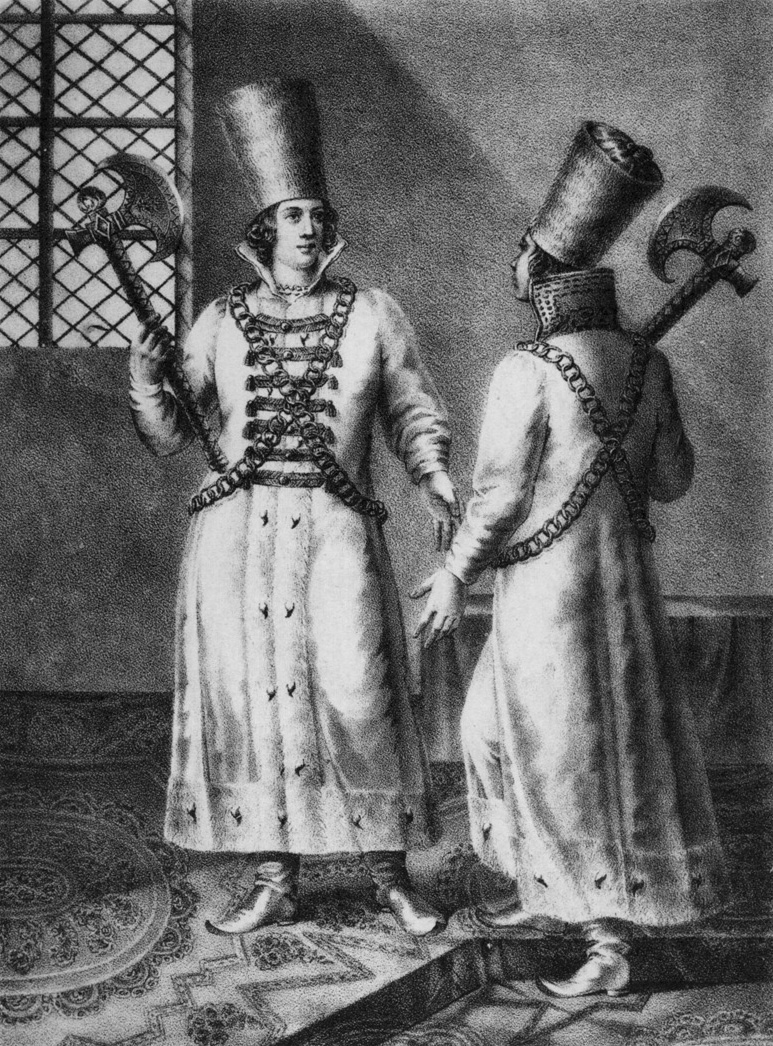
Ринди в XVI і XVII ст. Ілюстрація з книжки початку XIX ст.

Ри́нда (рос. рында) — зброєносець-охоронець при великих московських князях та московських царях XVI–XVII століть.

## Походження слова
Згідно з прийнятою етимологією, слово ринда («риндя») за походженням пов'язане з дав.-рус. рындель («прапороносець»), що походить від сер.-н.-нім. ridder («вершник», через польське посередництво звідси походить також слово «лицар»). Також припускається походження від нім. Ronde («дозір»).

## Історія

Праворуч — посольська сокира

Перша згадка слова «ринда» — Никонівський літопис, 1380 рік. Ринди набиралися серед юнаків знатного походження (у чині стольника або стряпчого), перевага віддавалася найбільш рослим та гарним. Під час палацових церемоній стояли у парадних шатах обабіч царського трону з бердишами на плечах. Під час зустрічі іноземних послів ринди стояли по обидві сторони царського трону з маленькими топірцями, причому стояти по правий бік вважалося почеснішим (див. також місництво). Ринди супроводжували царя у походах та поїздках. Під час війни ринди всюди невідлучно слідували за государем, носячи за ним зброю. Кожен ринда мав до трьох помічників — «підринд» або «податнів» (теж зі стольників). Головний ринда користувався правом додавати до свого ім'я по батькові закінчення «-вич». Оскільки ринди не були придворними чинами, то вони не отримували жалування. Перебували у віданні збройничого.
«Ринда з великим сагайдаком» — головний зброєносець царя. Так само були й інші ринди: «ринда з меншим саадаком», «ринда з меншим списом», «ринда з рогатиною» тощо.
Посада ринд скасована за  Петра I у 1698 році.

## Одяг ринд

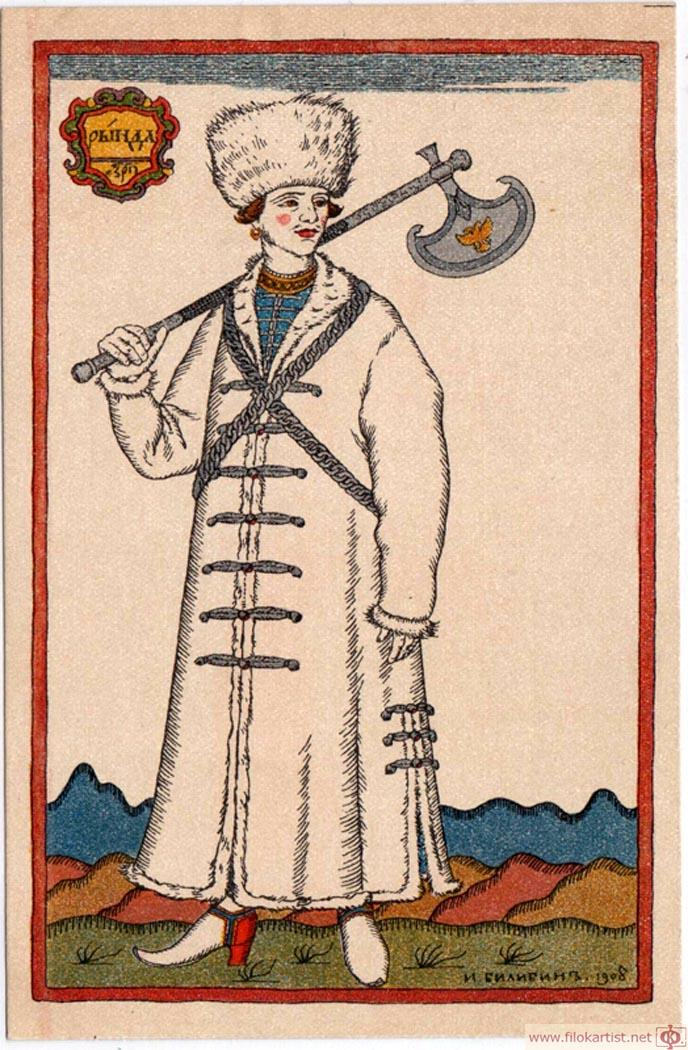
Іван Білібін. Костюм для опери «Борис Годунов» М. П. Мусоргського.

Ринди одягалися в одяг білого кольору, розшитий сріблом. В опису скарбниці Михайла Федоровича перелічується «плаття риндове»:
- Чотири шуби горностайнії під білою камкою, зопушені горностаєм, на шубах вісім зав'язок зі срібними китицями.
- Чотири терлики білих з камки індійської, зісподу песцеві білі, ожерелья горностаєві, п'ять нашивок зі срібними китицями.
- Чотири паси кизилбашські зі золотими смугами і шовковими смугами різних кольорів.
- Чотири шапки рисячі, чотири шапки песцеві білі.
- Чоботи сап'янові білі.

Смирний (траурний) одяг.
- Чотири шуби соболині під чорним атласом, шуби з 8 зав'язками з чорними китицями.
- Чотири терлики атласу гвоздичного (або вишневого).
- Чотири шапки тафтяних гвоздичних або вишневих.
- Чоботи сап'янові чорні.

Одяг та сокири ринд зберігалися у складі Великого наряду.
Замість терлику іноді використовувалася ферязь.

## Інше
«Словарь української мови» Бориса Грінченка наводить ще одне значення слова (у формі «риндя»). Так у Чернігівській губернії звався учасник весільних святкувань, який розїджав з сурмою на коні у вівторок після весілля. Це підтверджує версію походження слова «ринда» від ridder («вершник»).